# رحیم هاشم
رحیم مَمِدوویچ هاشموف معروف به رحیم هاشم (۵ اکتبر ۱۹۰۸ در سمرقند-۱۹۹۳ در دوشنبه) نویسنده و مترجم و منتقد ادبی اهل تاجیکستان بود. او از بنیان‌گذاران ادبیات نوین تاجیکستان محسوب می‌شود.